# سامی حبیب بلدی
سامی حبیب بلدی (انگلیسی: Sami Habib Beldi؛ زادهٔ ۲۳ سپتامبر ۱۹۹۸) بازیکن فوتبال الجزایری‌تبار اهل قطر است.